# Айл ъф Уайт (окръг, Вирджиния)
Окръг Айл ъф Уайт (на английски: Isle of Wight County) е окръг в щата Вирджиния, Съединени американски щати. Той е кръстен на остров Уайт, Англия, южно от протока Солент, откъдето са дошли много от ранните му колонисти.  Към преброяването през 2020 г. населението е 38 606 души. Площта му е 940 km². Административен център е град Айл ъф Уайт.
Окръг Айл ъф Уайт включва два обединени града, Смитфийлд и Уиндзор. Първата съдебна сграда за окръга е построена в Смитфийлд през 1750 г. Оригиналната съдебна сграда и свързаната с нея таверна (The Smithfield Inn) все още съществуват.

## История
През 17-ти век, малко след създаването на Джеймстаун през 1607 г., английските заселници проучват и започват да заселват районите в непосредствена близост до големия воден път на Хамптън Роудс. Капитан Джон Смит през 1608 г. пресича река Джеймс и получава четиринадесет бушела царевица от индианските жители. Английските колонисти прогонват жителите от селата им през 1622 и 1627 г., като част от репресиите им за Голямото клане от 1622 г., в който индианците са унищожили английски селища, надявайки се да ги прогонят от територията си.
Първите английски плантации по южния бряг на днешния Окръг Айл ъф Уайт са създадени от пуритански колонисти, като се започне с тази на Кристофър Лоун през май 1618 г. и Едуард Бенет през 1621 г. Няколко членове на пуританското семейство Бенет също се заселват там, включително племенника на Едуард, Ричард Бенет. Той повежда пуританите в съседния Нансемонд през 1635 г., а по-късно е назначен за губернатор на колонията Вирджиния.
До 1634 г. цялата колония се състои от осем графства или окръзи с общо население от приблизително 5000 жители. Графство Уороскуйоук е преименувано през 1637 г. на окръг Айл ъф Уайт, на името на острова край южния бряг на Англия. Оригиналното име произлиза от индианците в района; преминава през транслитерация и англицизация, като в крайна сметка става известен като "Warwicke Squeake".
На 20 октомври 1673 г. „Великото събрание“ в Джеймстаун разрешава както на окръг Айл ъф Уайт, така и на окръг Долен Норфолк да построят крепост.
Църквата Св. Лука, построена през 17-ти век, е най-старата църковна сграда във Вирджиния. В края на 20-ти век е обявен за национална историческа забележителност като признание за нейното значение. Много национални исторически забележителности се намират в Смитфийлд, включително "Къщата на Уентуърт-Гринън".
През 1732 г. значителна част от северозападната част на първоначалното графство е добавена към окръг Брънзуик.
По време на Гражданската война в САЩ, рота F от 61-ви пехотен полк на Вирджиния на Конфедеративната армия е наречена „Отмъстителите на остров Уайт“.

## География
Според Бюрото за преброяване на населението на САЩ, окръгът има обща площ от 363 квадратни мили (940 km 2), от които 316 квадратни мили (820 km 2) са земя и 47 квадратни мили (120 km 2) (13,0%) са вода.
Окръгът е ограничен от река Джеймс на север и река Блекуотър на юг. Земята като цяло е ниско разположена, с много блата и покосини.

## Съседни окръзи и независими градове
- Нюпорт Нюз, Вирджиния - североизток
- Съфолк, Вирджиния - югоизток
- Окръг Саутхемптън - запад
- Франклин, Вирджиния - югозапад
- Окръг Съри - северозапад